# Torrealta (ganadería)
Torrealta es una ganadería española de reses bravas, fundada en el año 1943 por los hermanos Márquez Martín. Es una ganadería referente en el mapa taurino español, siendo una de las ganaderías más reconocidas a nivel nacional. La camada principal de las reses pasta en la finca “El Toñanejo”, situada en el término del municipio gaditano de Medina Sidonia, mientras que el resto lo hacen en las fincas de “La Escorbaina”, “El Bercial” y “Las Pilas”, también en Medina Sidonia; está inscrita en la Unión de Criadores de Toros de Lidia. La ganadería está gestionada por don Borja Prado Eulate y su hija doña Pilar Prado Benítez y se ha convertido en la ganadería predilecta de destacadas figuras del toreo como Curro Romero, El Juli, Espartaco, José Tomás o Miguel Ángel Perera.

## Historia de la ganadería
En torno al año 1943, Amalia y Alberto Márquez Martín fundan una ganadería con vacas del Marqués de Villabrágima (procedencia Villamarta) y sementales de Félix Moreno (procedencia Saltillo). La venden en el 1965 a los hermanos Lacave, que pasan a anunciarla como Torrealta, y cuatro años después es adquirida por los hermanos Domecq Rivero. En 1979 Manuel Prado y Colón de Carvajal. y su esposa Paloma Eulate Aznar compran el hierro de los hermanos Domecq; eliminan el ganado anterior y forman la ganadería TORREALTA con reses de Maribel Ybarra y de Torrestrella, añadiendo en 1985 sementales de esa misma ganadería y de Jandilla. En 1990 pasa a ser propiedad únicamente de Paloma Eulate, añadiéndole reses procedentes de Juan Pedro Domecq. Desde 2013 pasó a ser propiedad de su hijo Borja Prado Eulate, presidente de Endesa desde 2009 a 2019. Posteriormente, después de su adquisición Borja Prado Eulate añadió sementales de Santiago Domecq, Garcigrande, Núñez del Cuvillo y Victoriano del Río.

### Toros célebres
- Zafiro: indultado por Finito de Córdoba en Barcelona el 8 de Julio del 2000[8]
- Listorro: indultado por El Fandi en Pontevedra el 9 de agosto de 2009.[9]
- Zurcidor: dos orejas cortó El Juli en Sevilla el 19 de abril de 2010[10]
- Golfo: indultado por El Juli en Ciudad Real el 17 de agosto de 2014[11]
- Sereno: indultado por Miguel Ángel Perera en Huelva el 4 de agosto de 2018.[12][13]

## Características
La ganadería está formada mayoritariamente con toros y vacas de Encaste Juan Pedro Domecq en la línea del Marqués de Domecq. Atienden en sus características zootécnicas a las que recoge como propias de este encaste el Ministerio del Interior:
- Toros elipométricos y eumétricos, más bien brevilíneos con perfiles rectos o subconvexos, con una línea dorso-lumbar recta o ligeramente ensillada; y la grupa, con frecuencia, angulosa y poco desarrollada y las extremidades cortas, sobre todo las manos, de radios óseos finos.
- Bajos de agujas, finos de piel y de proporciones armónicas, bien encornados, con desarrollo medio, y astifinos, pudiendo presentar encornaduras en gancho. El cuello es largo y descolgado, el morrillo bien desarrollado y la papada tiene un grado de desarrollo discreto.
- Sus pintas son negras, coloradas, castañas, tostadas y, ocasionalmente, jaboneras y ensabanadas, estas últimas por influencia de la casta Vazqueña. Entre los accidentales destaca la presencia del listón, chorreado, jirón, salpicado, burraco, gargantillo, ojo de perdiz, bociblanco y albardado, entre otros.

Por su procedencia en parte del Marqués de Domecq, algunas reses presentan las siguientes características:
- Toros hondos y enmorrilados, algo bastos, de complexión ancha y seriedad en la cara.
- Encornaduras astifinas y acapachadas o con las puntas hacia arriba.
- Sus pintas son de color castaño, colorado ojo de perdiz, negro y salpicado. Destacan la presencia de algún ensabanado y jabonero.

También está formada con reses procedentes de la ganadería de Torrestrella, y presentan las características del encaste homónimo:
- Toros hondos, de buena alzada y desarrollo óseo, con morrillo destacado, generalmente bien armado con encornaduras que suelen dirigirse hacia arriba.
- Pintas variadas, destacando negros, colorados en todas sus variantes, castaños, tostados y con menor frecuencia cárdenos, ensabanados y jaboneros, pudiendo darse en menor medida salineros y sardos.

## Premios y reconocimientos
- 2007: IV Premio Onda Cero-Río Grande al Mejor toro de Farolillos por el toro Soleá, lidiado por Alejandro Talavante en la Feria de Abril 2007.[17]
- 2008: III Premio de la Fundación Caja Rural del Sur a la ganadería triunfadora de la Feria de Abril de Sevilla 2007.[18]